# 야코브 풀상
야코브 디메르 풀상(덴마크어: Jakob Diemer Fuglsang, 1985년 3월 22일~)은 덴마크의 자전거 경기 선수로 현재 이스라엘프리미어 테크 소속으로 활동하고 있다. 2016년 하계 올림픽에서 덴마크 국가대표 선수로서 개인도로 은메달을 획득했으며, 투르 드 프랑스 종합 7위(2013), 지로 디탈리아 종합 6위(2020)에 올랐다.